# 一吼劫前集
《一吼劫前集》為《大陸吟草》與《倥傯吟草》兩本詩集合輯，作者為號一吼的周定山。該詩集為台灣日治時期懷漢親中作品的經典。
生於台灣鹿港的周定山，以新舊文學根底，透過詠物、詠史、寫景、抒懷的詩文，表達臺灣受日本統治的劫難情形。該作品，也以詩文表達當時臺灣社會面相及時代問題。除此，因為作者曾於1927年間，以《漳州日報》日籍記者身分前往中國上海等地區採訪，該詩文作品也呈現二戰期間中國的淪陷區裡的戰爭苦難。
該詩集無論思想內容或藝術手法都極為優秀，為同一時期台灣文學的代表作。